# Tập đoàn quân Xung kích số 1 (Liên Xô)
Tập đoàn xung kích số 1 (Nga:1-я ударная армия) là một đơn vị quân sự chiến lược cấp tập đoàn quân của Hồng quân Liên Xô trong Chiến tranh Thế giới thứ hai. Được thành lập vào cuối năm 1941, Tập đoàn quân đã tham chiến tại mặt trận phía bắc nước Nga và các quốc gia vùng Baltic cho đến khi quân Đức đầu hàng vào năm 1945. Đơn vị được thành lập dựa trên học thuyết Tác chiến chiều sâu có từ trước trước chiến tranh với mục đích "Xuyên qua các hệ thống phòng thủ kiên cố để tạo ra một cuộc thâm nhập chiến thuật đủ chiều rộng và chiều sâu, cho phép các đơn vị cơ động tiến công sâu hơn" Tuy nhiên khi chiến tranh tiếp diễn, đơn vị xung kích này mất đi vai trò cụ thể này và nói chung trở lại thành các đơn vị tiền tuyến bình thường.

## Lịch sử
Tập đoàn quân xung kích 1 được thành lập như một phần của Lực lượng Dự bị của Bộ Tư lệnh Tối cao (RVGK, khu dự bị Stavka) tại Zagorsk (nay là Sergiyev Posad) trong Quân khu Moskva vào tháng 11 năm 1941. Tham gia Trận chiến Moscow vào tháng 12 năm 1941. Vào ngày 1 tháng 12, Tập đoàn quân bao gồm Các Sư đoàn súng trường 133, 29, 44, 47, 50, 55, 56, 71 và 84, Sư đoàn kỵ binh 17, hai tiểu đoàn xe tăng, một trung đoàn pháo binh của lực lượng dự bị Stavka và các đơn vị hỗ trợ khác. Tất cả các lữ đoàn súng trường đều được thành lập từ lực lượng hải quân của Hạm đội Thái Bình Dương.
Tập đoàn quân xung kích 1 sau đó được không vận đến Staraya Russa và tham chiến tại Demyansk vào năm 1942. Hành quân qua các khu vực trung tâm phía bắc của mặt trận, Tập đoàn quân xung kích 1 một lần nữa chiến đấu gần Staraya Russa vào năm 1944. Từ năm 1942 đến năm 1944, Tập đoàn quân quân đã tham gia nhiều trận đánh như Chiến dịch Leningrad–Novgorod, Chiến dịch Pskov-Ostrov, Chiến dịch Tartu và Chiến dịch Riga. Hành quân qua các nước Baltic, Tập đoàn quân xung kích số 1 đã kết thúc chiến tranh với tư cách là một phần của Nhóm lực lượng Courland đã mắc kẹt do sự bao vây của Cụm Tập đoàn quân Kurland Đức ở vùng phía bắc của Latvia.
Vào tháng 5 năm 1945, Tập đoàn quân xung kích 1 bao gồm bốn Quân đoàn súng trường: Quân đoàn 1 (Bao gồm các Sư đoàn 306, 344 và 357), Quân đoàn Súng trường 8 Estonian (Bao gồm các Sư đoàn súng trường 7 và 249 Estonia), Quân đoàn 119 (Bao gồm các Sư đoàn 201, 360 và 374) và 123 (Bao gồm các Sư đoàn cận vệ 21 và Sư đoàn súng trường 376), tổng cộng có mười sư đoàn súng trường. Tập đoàn quân xung kích 1 đến thời điểm đó đã được tăng cường mạnh mẽ với ba sư đoàn pháo binh, một lữ đoàn pháo binh, một lữ đoàn xe tăng và bảy trung đoàn xe tăng và pháo xung kích.
Tập đoàn Xung kích 1 bị giải tán do được đổi tên thành Sở chỉ huy của Quân khu Turkestan vào ngày 9 tháng 7 năm 1945.

## Danh sách chỉ huy trong Chiến tranh thế giới thứ hai

### Tư lệnh
- Trung tướng Vasily Kuznetsov (Tháng 11 năm 1941 đến tháng 5 năm 1942)
- Trung tướng Vladimir Romanovsky (Tháng 5 năm 1942 đến tháng 11 năm 1942)
- Trung tướng Vasily Morozov (Tháng 11 năm 1942 đến tháng 2 năm 1943)
- Trung tướng Gennady Korotkov (Tháng 2 năm 1943 đến tháng 4 năm 1944)
- Thượng tướng Nikandr Chibisov (Tháng 4 năm 1944 đến tháng 5 năm 1944)
- Trung tướng Nikanor Zakhvatayev (Tháng 5 năm 1944 đến tháng 1 năm 1945)
- Trung tướng Vladimir Razuvayev (Tháng 2 năm 1945 đến tháng 5 năm 1945)

### Ủy viên Hội đồng quân sự:
- Chính ủy Lữ đoàn Yakov Kolesov (tháng 10 năm 1941 — tháng 2 năm 1942);
- Chính ủy Lữ đoàn (từ tháng 12 năm 1942 - Thiếu tướng) D.E. Kolesnikov (tháng 11 năm 1941 - tháng 2 năm 1945);
- Thiếu tướng V.P. Garshin (từ tháng 2 năm 1945 cho đến khi chiến tranh kết thúc).

### Tham mưu trưởng
- Thiếu tướng N.D. Zakhvataev  (11/1941 - 5/1942);
- Đại tá Fursin I. Ya. (Tháng 5-9 năm 1942);
- Đại tá G.S. Lukyanchenko (tháng 9-12 năm 1942);
- Thiếu tướng Korchits V.V. (12/1942 - 4/1944);
- Trung tướng Minyuk L.F. (tháng 4-10 năm 1944);
- Thiếu tướng Nichushkin V.N. (10-12-1944);
- Thiếu tướng Kondratyev A.K. (từ tháng 12 năm 1944 cho đến khi chiến tranh kết thúc).

### Tư lệnh Không quân Tập đoàn quân:
- Đại tá Nestertsev Viktor Efimovich (tháng 12 năm 1941 - tháng 3 năm 1942)